# Togo na Svjetskom prvenstvu u atletici 2015.
Togo se kao država član međunarodnog atletskog saveza natjecao na Svjetskom prvenstvu u atletici 2015. u Pekingu, od 22. do 30. kolovoza 2015. s jednim predstavnikom - Yendountienom Tiebekabeom, trkačem na utrci na 100 metara.

## Rezultati

### Muškarci

#### Trkačke discipline
| Atletičar             | Disciplina | Kvalifikacije | Kvalifikacije | Četvrtzavršnica | Četvrtzavršnica | Poluzavršnica | Poluzavršnica | Završnica | Završnica |
| Atletičar             | Disciplina | Vrijeme       | Plasman       | Vrijeme         | Plasman         | Vrijeme       | Plasman       | Vrijeme   | Plasman   |
| --------------------- | ---------- | ------------- | ------------- | --------------- | --------------- | ------------- | ------------- | --------- | --------- |
| Yendountien Tiebekabe | 100 metara | 10,76         | 3. Q          | 10,74           | 7.              | DNA           | DNA           | DNA       | DNA       |

- Q - kvalificirao se
- DNA - nije se kvalificirao